# Chrysler Airflow

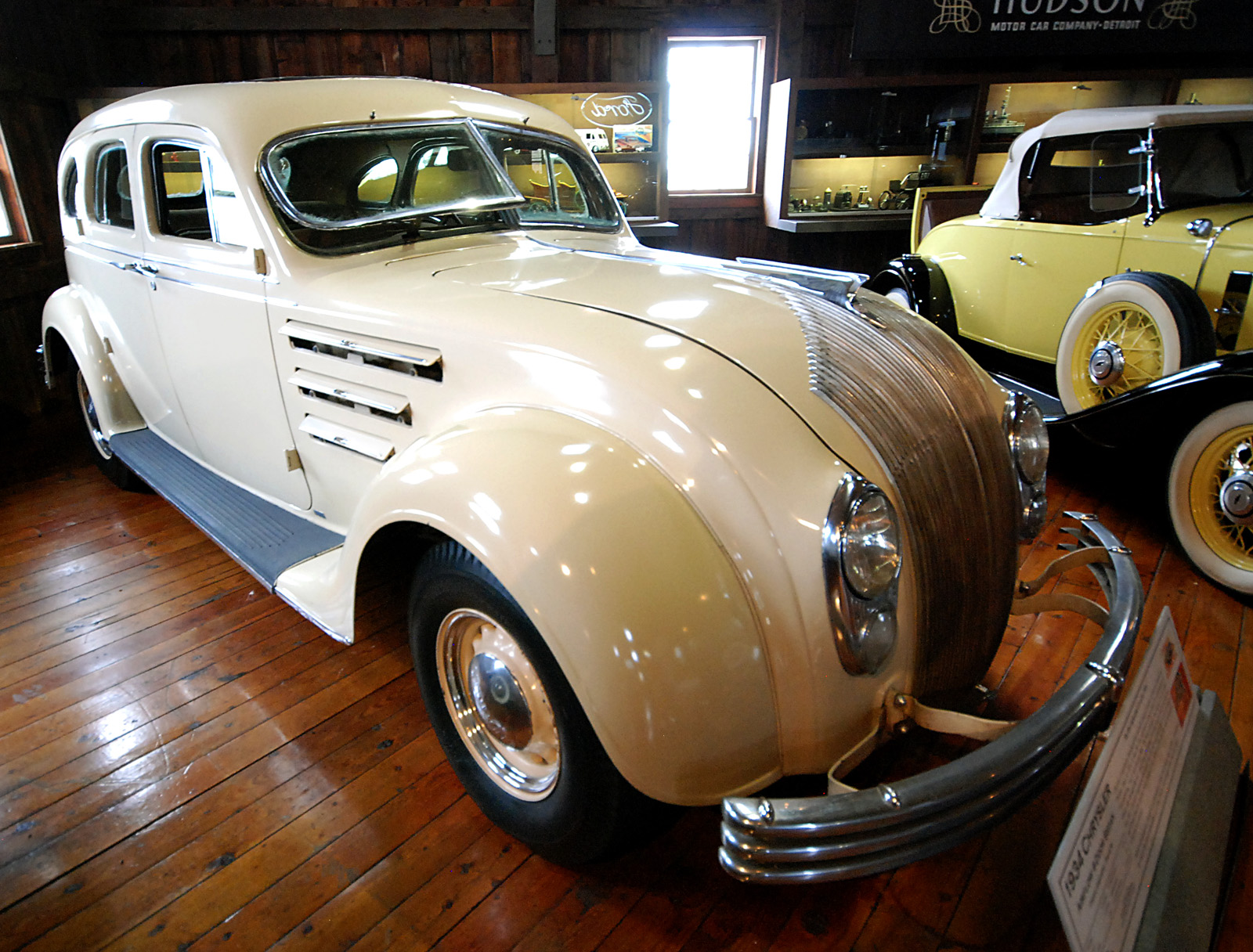
1934-es Chrysler Airflow a Gilmore Car Museumban

A Chrysler Airflow a Chrysler Corporation 1934 és 1937 között gyártott, a maga idejében igen fejlett technikát képviselő személygépkocsi-modellje volt.

## Története

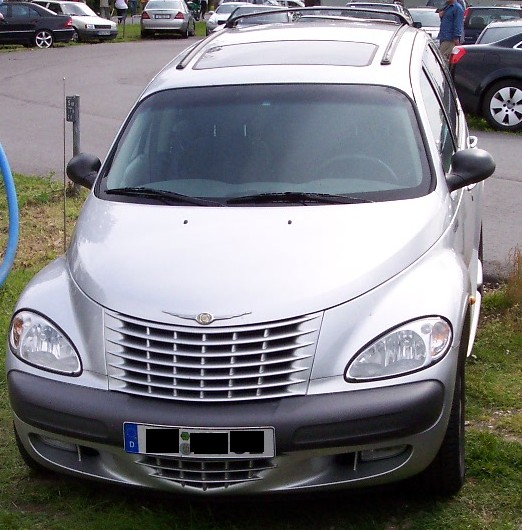
PT Cruiser a 2000-es évekből

Az 1930-as évek során a Chryslerre egyaránt volt jellemző a műszaki újítások sorozata és a rendszeresen visszatérő pénzügyi krízisek kora. Az évtized végére a DeSoto és a Dodge egy pár szegmensben a Chyrsler cégcsoport többi leányvállalatának lett versenytársa.
A nagy gazdasági világválság évei alatt, 1934-ben mutatta be a Chrysler cég a Chrysler Airflow nevű modelljét. Az Airflow szakított a cég korábbi formatervezési szokásaival, és az aerodinamika tudományos alapjait használva alakította ki az akkoriban még szokatlan formát. A repülőgépekre emlékeztető alakjával az Airflow több jelentős műszaki áttörést is felmutatott (könnyített karosszéria, sebességrekordok). Az Airflow teszteléséhez a Chrysler megépítette az autóipar első szélcsatornáját. A jelentős innovációk ellenére az Airflow-t a közönség nem fogadta kedvezően. 1937-ben fel is hagytak a Chrysler Airflow gyártását. A válság éveit a Chrysler cég az alacsony árkategóriás Dodge és Plymouth divízióknak köszönhetően élte túl, amelyek szokványos és népszerűbb modelleket gyártottak.

## Hatása más autógyárakra
Kereskedelmi sikertelensége ellenére a Chrysler Airflow jelentőségét számos autógyár, így a Toyota és a Volvo is felismerte.